# 빌 테리
윌리엄 해럴드 테리(William Harold Terry, 1898년 10월 30일~1989년 1월 9일)는 "멤피스 빌"이라는 별명으로 알려진 미국의 프로 야구 선수이자 감독이다. 1923년부터 1936년까지 메이저 리그 베이스볼(MLB)의 뉴욕 자이언츠에서 1루수로 뛰었으며, 1932년부터 1941년까지 같은 팀의 감독을 맡았다. 1954년 미국 야구 명예의 전당에 헌액되었다.
1984년 샌프란시스코 자이언츠는 테리의 등번호 3번을 영구 결번 처리했다. 1999년에 《스포팅 뉴스》가 선정한 100명의 위대한 야구 선수 명단에 59위에 이름을 올렸으며, 메이저 리그 베이스볼 세기의 팀에 후보로 올랐다.